# New York Film Critics Circle Awards 1965
La 31ª edizione della cerimonia dei New York Film Critics Circle Awards, annunciata il 27 dicembre 1965, si è tenuta il 29 gennaio 1966 ed ha premiato i migliori film usciti nel corso del 1965.

## Vincitori

### Miglior film
- Darling, regia di John Schlesinger

### Miglior regista
- John Schlesinger - Darling

### Miglior attore protagonista
- Oskar Werner - La nave dei folli (Ship of Fools)

### Miglior attrice protagonista
- Julie Christie - Darling

### Miglior film in lingua straniera
- Giulietta degli spiriti, regia di Federico Fellini • Italia/Francia